# كالغاري صن
كالغاري صن (بالإنجليزية: Calgary Sun)‏ صحيفة يومية كندية، تأسست في مدينة كالغاري ألبرتا الكندية.

## وصلات خارجية
- Calgary Sun